# Eric Heisserer
Eric Heisserer é um roteirista estadunidense.

## Filmografia
| Ano  | Filme                     | Diretor | Roteirista | Produtor |
| ---- | ------------------------- | ------- | ---------- | -------- |
| 2010 | A Nightmare on Elm Street | Não     | Sim        | Não      |
| 2011 | Final Destination 5       | Não     | Sim        | Não      |
| 2011 | The Thing                 | Não     | Sim        | Não      |
| 2013 | Hours                     | Sim     | Sim        | Não      |
| 2016 | Lights Out                | Não     | Sim        | Sim      |
| 2016 | Arrival                   | Não     | Sim        | Sim      |
| 2018 | Bird Box                  | Não     | Sim        | Sim      |
| 2020 | Bloodshot                 | Não     | Sim        | Não      |